# Alporquia
Alporquia (grafias alternativas alporque e alporca), também conhecida como mergulhia aérea, é um método de reprodução assexuada de plantas, que visa obter a formação de raízes adventícias num ramo de uma planta já enraizada.
Este é o método de mergulhia a que se recorre, quando o ramo da planta-mãe não pode ser conduzido naturalmente até ao solo, seja por este não estar acessível ao ramo, seja porque o ramo não tem comprimento ou flexibilidade que permita dobrá-lo até ao solo.

## Etimologia
O substantivo alporca, e as variantes subsquentes alporquia e alporque, provém do étimo latino «porca» que no âmbito agrícola significava  «parte saliente entre dois sulcos ou regos de terra lavrada; camalhão».

## O Método
Assim, na alporquia descasca-se parte do ramo ou do caule da planta-mãe, o qual é em seguida circundado com terra ou musgo e vedado com um plástico escuro, pano humedecido ou recipiente opaco. A este ramo alporcado, por vezes, também é conhecido como «alporque».
O substrato da terra que rodeia o alporque deve manter-se sempre húmido, pelo que deverá ser irrigado amiúde. Após algum tempo, formar-se-ão, na zona descascada e circundada por terra do alporque, várias raízes. Para que este método seja eficaz é necessário interromper o fluxo descendente da seiva, mediante retirada prévia de um anel da casca da planta (anel de Malpighi) ou colocando um anel de arame metálico no local desejado para as futuras raízes (vulgarmente chamado "forca"). O processo pode ser acelerado com a ajuda de hormonas ou pró-hormonas enraizantes, tais como o ácido Indol-butírico (IBA) ou o cloridrato de vitamina B1.
Quando estiver devidamente desenvolvida, pode-se proceder à separação do ramo alporcado do resto da planta-mãe, replantando-o no solo.
A alporquia, por ser uma técnica que se afigura assaz trabalhosa e de baixo rendimento, não se costuma utilizar na propagação em escala comercial de plantas frutíferas, antes se preferindo para o efeito a propagação por estaquia. Contudo, pode utilizar-se a alporquia, com sucesso, para a propagação de espécies exóticas e de difícil propagação.

## Plantas indicadas para a Alporquia
Há algumas plantas que têm maior dificuldade com outros métodos de propragação assexuada, por isso, por não ser tão agressiva como a estaquia, recomenda-se o recurso à alporquia.
| Nome                |
| ------------------- |
| Azaléa              |
| Bordos (Acer sp)    |
| Cerejeira           |
| Cipreste            |
| Pitangueira         |
| Romã                |
| Jabuticabeira       |
| Azevinho            |
| Camélia             |
| Laranjeira          |
| Lichia              |
| Macieira            |
| Nogueira-pecan      |
| Pereira             |
| Gardênia            |
| Magnólia            |
| Roseira             |
| Dracenas            |
| Comigo-ninguém-pode |
| Ficus               |
| Filodendro          |
| Monstera            |
| Cróton              |
| Falsa-arália        |
| Tuias               |
| Pinheiros           |